# Municipio de Rostraver
El municipio de Rostraver (en inglés: Rostraver Township) es un municipio ubicado en el condado de Westmoreland en el estado estadounidense de Pensilvania. En el año 2000 tenía una población de 11,634 habitantes y una densidad poblacional de 139 personas por km².

## Geografía
El municipio de Rostraver se encuentra ubicado en las coordenadas 40°10′15″N 79°47′59″O / 40.17083, -79.79972.

## Demografía
Según la Oficina del Censo en 2000 los ingresos medios por hogar en la localidad eran de $39,538 y los ingresos medios por familia eran $48,115. Los hombres tenían unos ingresos medios de $36,860 frente a los $26,799 para las mujeres. La renta per cápita para la localidad era de $20,455. Alrededor del 6,6% de la población estaban por debajo del umbral de pobreza.